# Cristo de la Salud (Los Llanos de Aridane)
El Santísimo Cristo de la Salud es una escultura que representa a Jesús de Nazaret crucificado que se venera en el municipio de Los Llanos de Aridane en la isla de La Palma (España). Concretamente el Cristo se venera en la iglesia parroquial del municipio, la Parroquia de Nuestra Señora de los Remedios. Destaca porque fue moldeado mediante la técnica en pasta de maíz por los indios Tarascos de México, lo que se llama Tatzingüe (los llamados Cristos de Maíz).

## Características
Se trata de la imagen de Cristo más antigua que hay en las Islas Canarias de las realizadas en caña de maíz. Existen en el archipiélago otros Cristos que siguen esta misma técnica, aunque solo se conservan en tres islas: La Palma, Tenerife y Gran Canaria.
Los más destacados y conocidos Cristos de Maíz en Canarias son: el Cristo de la Misericordia de Garachico y el Señor Difunto de Icod de los Vinos, ambos en la isla de Tenerife. El Cristo de Telde en Gran Canaria y en La Palma, además del Cristo de la Salud de Los Llanos de Aridane destaca el Cristo del Planto en Santa Cruz de La Palma.
El Cristo de la Salud tiene un peso de cuatro kilos y es de tamaño natural. Ha sufrido varias intervenciones a lo largo de los siglos, la última en 2001.

## Historia

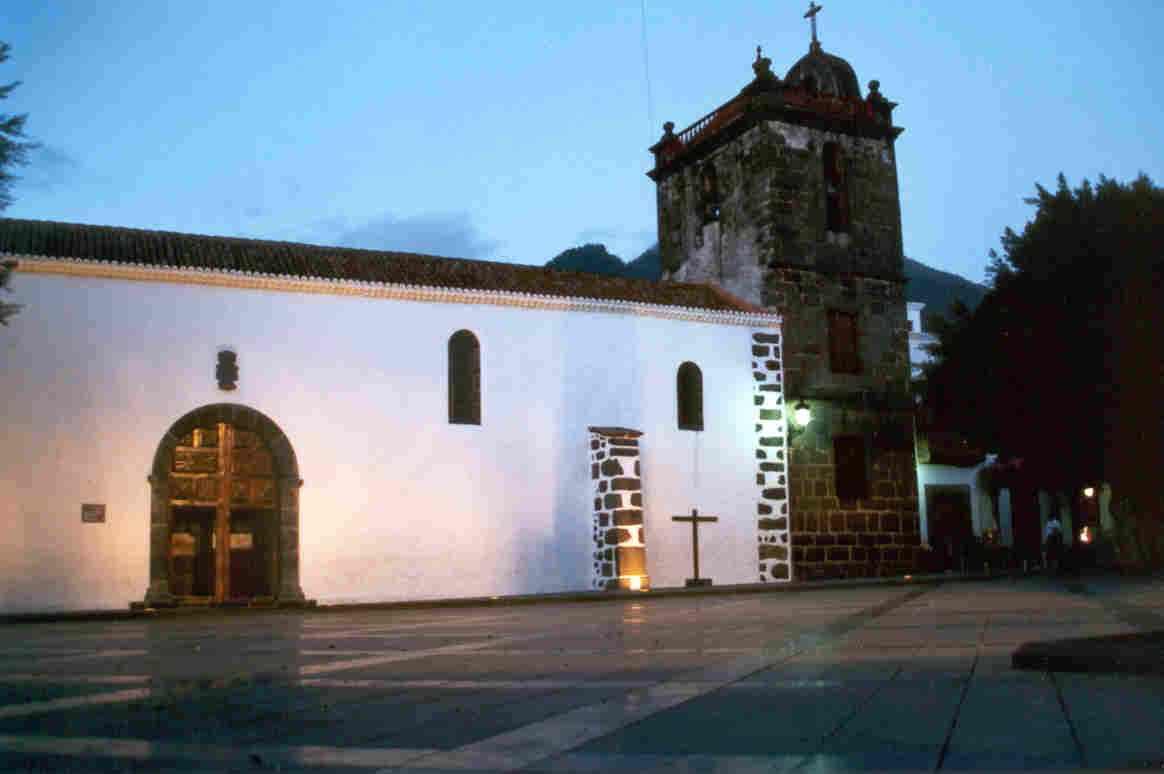
Parroquia de Nuestra Señora de los Remedios de Los Llanos de Aridane, lugar donde se venera el Santo Cristo de la Salud.

Se sabe que originalmente esta imagen se encontraba en el Hospital de Nuestra Señora de los Dolores de Santa Cruz de La Palma, en donde actualmente se encuentra el llamado "Teatro Chico" de la ciudad.
Entre 1643 y 1644 la obra es restaurada, se cree que por Antonio de Orbarán. En el año 1862, el entonces alcalde del municipio de Los Llanos de Aridane, Jacinto María Kábana, pide el correspondiente permiso al Obispado Nivariense para trasladar la imagen a una capilla que pretendía construir en el lugar del Calvario, a la entrada de la ciudad de Los Llanos de Aridane. Kábana justificó su petición aludiendo al relativo estado de semi-abandono al que estaba sometida la talla en ese momento.
Realizado el traslado, el Cristo permaneció en una capilla privada de la calle de la Salud, de donde deriva su actual nombre. Una leyenda popular refiere que mientras la imagen permaneció en esta capilla situada en la sala baja de una vivienda familiar, se produjo un importante derrumbe que no afectó a la imagen del Cristo, lo cual fue considerado un milagro por el pueblo creyente.
Tras diversas peripecias finalmente la capilla que se pretendía construir en el lugar del Calvario no sería construida y el Cristo de la Salud pasó en 1910 a ser venerado en la Iglesia Parroquial de Nuestra Señora de los Remedios, lugar en donde actualmente permanece.
La talla, originalmente desde su llegada a la Iglesia de los Remedios procesionaba cada año en Semana Santa, los jueves y viernes Santos. Existe constancia de que en ocasiones la imagen salía en momentos extraordinarios. Así, está fechado que el día 1 de noviembre de 1955 fue llevado al cementerio parroquial para presidir una misa de difuntos de madrugada en dicho camposanto.
Posteriormente y durante varias décadas, la imagen dejó de salir en procesión debido a su fragilidad. En el año 2001, el Cristo fue una de las piezas centrales de la exposición "Arte en Canarias. Siglos XV-XIX. Una mirada retrospectiva", motivo por el cual, la imagen viajó a otras islas. 
En el año 2003 se recuperó su procesión, realizándose desde entonces a primera hora del Viernes Santo, recorriendo un Vía Crucis urbano.